# Evropská silnice E572
Evropská silnice E572 je evropská silnice na Slovensku, která začíná v Trenčíně, končí v Žiaru nad Hronom a je dlouhá 101 kilometrů.

## Průběh
Evropská silnice E572 kopíruje trasu cesty I. třídy číslo 9 a začíná v Chocholné na křižovatce s dálnicí D1 (E50 a E75).
Pokračuje v peáži cesty I/9 přes Bánovce nad Bebravou, Nováky (křižovatka s I/64), Prievidzu, Handlovou a Žiar nad Hronom do Ladomerské Viesky, kde končí křižovatkou se silnicí I/65 (R1, E58 a E571).
V trase E572 bude na celém úseku procházet rychlostní silnice R2.